# Firals de Bellvís
Els Firals de Bellvís és una festivitat que se celebra durant el mes de juliol a Bellvís. Es tracta de la recreació històrica teatralitzada d'un episodi del 1637, quan van entrar a Catalunya les tropes de Felip IV. Els aldarulls que aquests provocaren, van donar lloc tres anys després, a la Guerra dels Segadors.

## La llegenda de Cal Bufalà
La festa dels firals se centra en la llegenda de Cal Bufalà, una llegenda recuperada de l'any 1637. Segons aquesta, la família Bufalà tenia una prerrogativa reial que els permetia donar asil a totes aquelles persones que fugien de la justícia, donant-los-hi un judici just, si aquests podien arribar a tocar l'anella de la seva picaporta. En aquesta festa concretament, el senyor de Bufalà utilitza aquest dret per protegir el Joan i la Maria del capità Rodrigo, que persegueix injustament en Joan. La història s'acaba en un judici públic, on els senyor de Bufalà, intenta demostrar la innocència d'en Joan recolzat pel poble de Bellvís i d'aquesta manera poder fer fora al Capità i als seus soldats. Tota l'escenificació es fa gràcies a la participació dels centenars de veïns que s'impliquen.

## Activitats
Les activitats que podem veure són un espectacle de teatre interactiu amb la representació de la llegenda de Cal Bufalà; un espectacle de jocs malabars, una escenificació d'aquests jocs amb foc i jocs de malabars infantils; l'entrada de Felip IV comanadades pel capità Rodrigo; parades de venda de productes artesans i de productes relacionats amb la festa; diverses demostracions de danses populars ballades per adults i per infants i balls amb bestiari, balls de gegants i el ball dels braus de foc. També es pot assistir a la representació del bateig d'un hereu de Cal Bufalà amb repic de campanes i a la representació de la llegenda amb titelles per als més petits.